# 三阳港镇
三阳港镇，是中华人民共和国湖南省常德市桃源县下辖的一个乡镇级行政单位。

## 行政区划
三阳港镇下辖以下地区：
新湖社区、三阳港村、土黄坪村、袁家坪村、茅叶寺村、白栗坪村、沙坡育村和花山洞村。